# Luigi di Lorena (1704-1711)
Luigi di Lorena (Lunéville, 28 gennaio 1704 – 10 maggio 1711) era il principe ereditario del trono del Ducato di Lorena.

## Biografia
Nacque a Lunéville da Leopoldo, duca di Lorena, e da sua moglie Elisabetta Charlotte d'Orléans.
Luigi era il quinto figlio, ma il secondo dei quattro eredi di suo padre: il fratello maggiore principe Leopoldo, duca di Bar (26 agosto 1699 - 2 aprile 1700), morto all'età di otto mesi; suo fratello più giovane Leopoldo Clemente e suo fratello minore Francesco Stefano vissuto fino all'età adulta, che divenne duca di Lorena e anche, per unione, imperatore e fondò la Casa d'Asburgo-Lorena.
Un'epidemia di vaiolo colpì l'Europa nella primavera del 1711. Aveva già ucciso persone come l'Imperatore del Sacro Romano Impero, Giuseppe I e il Gran Delfino, Luigi. La principessa Elisabetta Carlotta di Lorena, sorella maggiore di Luigi, contrasse il vaiolo e morì il 4 maggio. Prima di questo, passò a Luigi e la Principessa Maria Gabrièle Charlotte. Luigi morì il 10 maggio e Marie Gabrièle Charlotte morì il giorno dopo. Entrambi sono stati sepolti nella cripta ducale nella chiesa di Saint-François-des-Cordeliers. Alla morte di Luigi, suo fratello minore Leopoldo divenne principe ereditario, ma anche lui morì di vaiolo nel 1723.

## Ascendenza
|                                        |                       |                              | Genitori                    |  |  | Nonni |  |  | Bisnonni            |  |  | Trisnonni              |  |
|                                        |                       |                              |                             |  |  |       |  |  | Nicola II di Lorena |  |  | Francesco II di Lorena |  |
|                                        |                       |                              |                             |  |  |       |  |  | Nicola II di Lorena |  |  | Francesco II di Lorena |  |
|                                        |                       | Cristina di Salm             |                             |  |  |       |  |  | Nicola II di Lorena |  |  |                        |  |
| Carlo V di Lorena                      |                       |                              |                             |  |  |       |  |  | Nicola II di Lorena |  |  |                        |  |
|                                        |                       | Claudia Francesca di Lorena  | Enrico II di Lorena         |  |  |       |  |  |                     |  |  |                        |  |
|                                        |                       | Claudia Francesca di Lorena  | Enrico II di Lorena         |  |  |       |  |  |                     |  |  |                        |  |
|                                        |                       | Claudia Francesca di Lorena  | Margherita Gonzaga          |  |  |       |  |  |                     |  |  |                        |  |
| Leopoldo di Lorena                     |                       | Claudia Francesca di Lorena  |                             |  |  |       |  |  |                     |  |  |                        |  |
|                                        |                       | Ferdinando III d'Asburgo     | Ferdinando II d'Asburgo     |  |  |       |  |  |                     |  |  |                        |  |
|                                        |                       | Ferdinando III d'Asburgo     | Ferdinando II d'Asburgo     |  |  |       |  |  |                     |  |  |                        |  |
|                                        |                       | Ferdinando III d'Asburgo     | Marianna di Baviera         |  |  |       |  |  |                     |  |  |                        |  |
| Eleonora Maria Giuseppina d'Austria    |                       | Ferdinando III d'Asburgo     |                             |  |  |       |  |  |                     |  |  |                        |  |
|                                        |                       | Eleonora Gonzaga-Nevers      | Carlo di Gonzaga-Nevers     |  |  |       |  |  |                     |  |  |                        |  |
|                                        |                       | Eleonora Gonzaga-Nevers      | Carlo di Gonzaga-Nevers     |  |  |       |  |  |                     |  |  |                        |  |
|                                        |                       | Eleonora Gonzaga-Nevers      | Maria Gonzaga               |  |  |       |  |  |                     |  |  |                        |  |
| Luigi di Lorena                        |                       | Eleonora Gonzaga-Nevers      |                             |  |  |       |  |  |                     |  |  |                        |  |
|                                        | Luigi XIII di Francia | Enrico IV di Francia         |                             |  |  |       |  |  |                     |  |  |                        |  |
|                                        | Luigi XIII di Francia | Enrico IV di Francia         |                             |  |  |       |  |  |                     |  |  |                        |  |
|                                        | Luigi XIII di Francia | Maria de' Medici             |                             |  |  |       |  |  |                     |  |  |                        |  |
| Filippo I d'Orléans                    | Luigi XIII di Francia |                              |                             |  |  |       |  |  |                     |  |  |                        |  |
|                                        |                       | Anna d'Austria               | Filippo III di Spagna       |  |  |       |  |  |                     |  |  |                        |  |
|                                        |                       | Anna d'Austria               | Filippo III di Spagna       |  |  |       |  |  |                     |  |  |                        |  |
|                                        |                       | Anna d'Austria               | Margherita d'Austria-Stiria |  |  |       |  |  |                     |  |  |                        |  |
| Elisabetta Carlotta di Borbone-Orléans |                       | Anna d'Austria               |                             |  |  |       |  |  |                     |  |  |                        |  |
|                                        |                       | Carlo I Luigi del Palatinato | Federico V del Palatinato   |  |  |       |  |  |                     |  |  |                        |  |
|                                        |                       | Carlo I Luigi del Palatinato | Federico V del Palatinato   |  |  |       |  |  |                     |  |  |                        |  |
|                                        |                       | Carlo I Luigi del Palatinato | Elisabetta Stuart           |  |  |       |  |  |                     |  |  |                        |  |
| Elisabetta Carlotta di Baviera         |                       | Carlo I Luigi del Palatinato |                             |  |  |       |  |  |                     |  |  |                        |  |
|                                        |                       | Carlotta d'Assia-Kassel      | Guglielmo V d'Assia-Kassel  |  |  |       |  |  |                     |  |  |                        |  |
|                                        |                       | Carlotta d'Assia-Kassel      | Guglielmo V d'Assia-Kassel  |  |  |       |  |  |                     |  |  |                        |  |
|                                        |                       | Carlotta d'Assia-Kassel      | Amalia di Hanau-Münzenberg  |  |  |       |  |  |                     |  |  |                        |  |
|                                        |                       | Carlotta d'Assia-Kassel      |                             |  |  |       |  |  |                     |  |  |                        |  |

## Titoli
- 28 gennaio 1704 - 10 maggio 1711: Sua Altezza il Principe Ereditario di Lorena